# Stazione di Dolianova
La stazione di Dolianova, già stazione di Sicci e stazione di Dolianova-Serdiana, è una stazione ferroviaria posta nel comune di Dolianova.

## Storia
L'inaugurazione di questo impianto risale al 15 febbraio 1888, data in cui la Società italiana per le Strade Ferrate Secondarie della Sardegna inaugurò la ferrovia Cagliari-Isili e le relative stazioni. All'epoca la stazione era identificata con il nome di Sicci, riferimento all'allora comune di Sicci San Biagio, uno dei due borghi dalla cui unione a inizio Novecento nacque Dolianova. Tale fatto amministrativo portò alla ridenominazione della stazione, che prese la doppia denominazione che a Dolianova affiancava il nome del vicino centro di Serdiana, salvo poi venire identificata con il solo nome di "Dolianova" dall'ultima parte del Novecento.

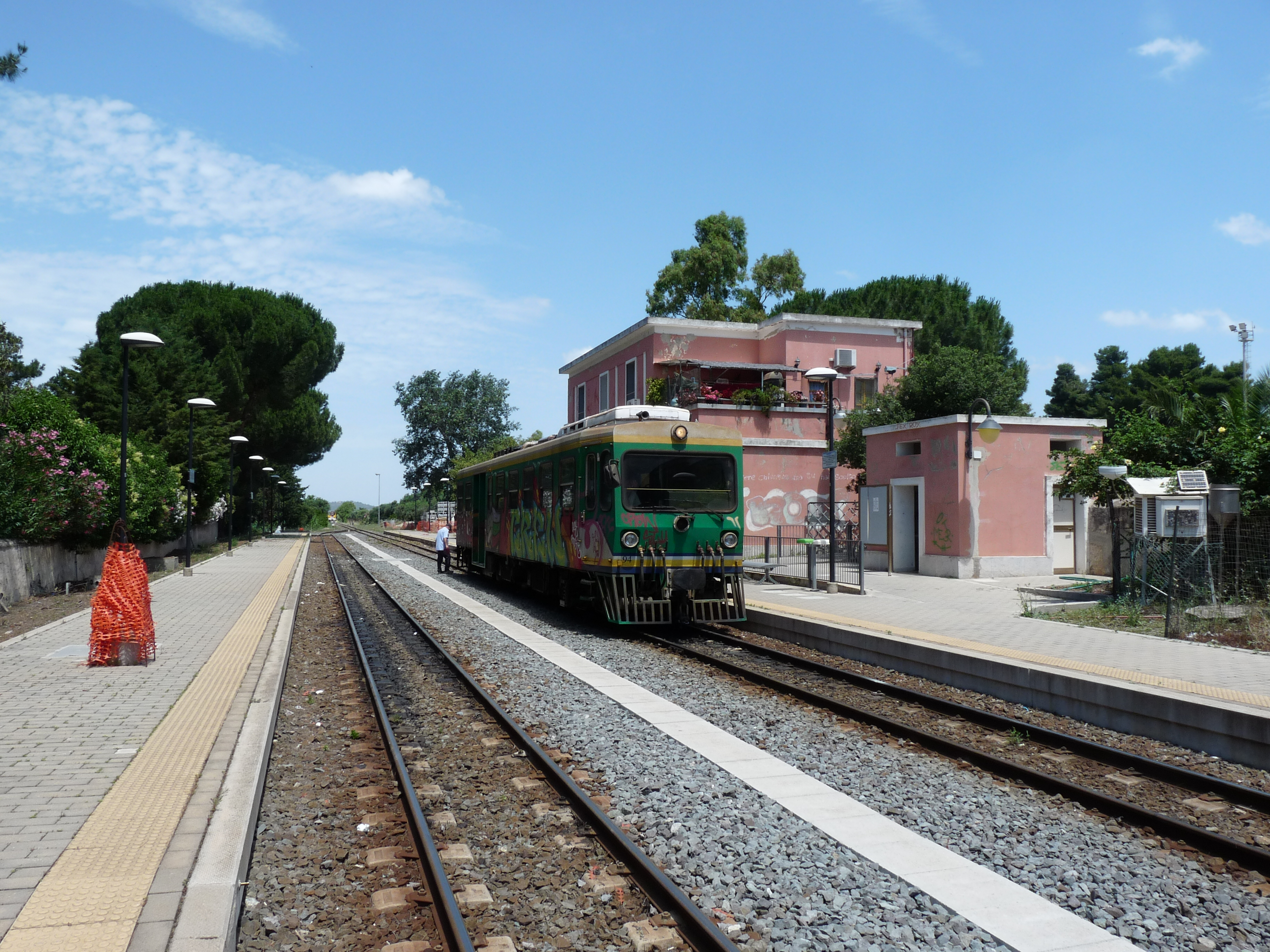
Lo scalo dopo i lavori di ristrutturazione di inizio XXI secolo

Nel 1921 avvenne il passaggio di gestione dell'impianto e della ferrovia dalle SFSS alle Ferrovie Complementari della Sardegna, che nel 1989 furono sostituite dalle Ferrovie della Sardegna, dal 2008 ARST Gestione FdS, che poi nel 2010 furono inglobate nell'ARST, da allora gestore dello scalo. Nel corso degli anni intanto era stato dismesso lo scalo merci dell'impianto e con esso i binari che servivano questa struttura e la piattaforma girevole della stazione.
Nello stesso periodo di quest'ultimo cambio di titolarità lo scalo fu sottoposto a lavori di ristrutturazione, svolti in contemporanea alla sostituzione dell'armamento sulla Cagliari-Isili: l'intervento portò alla realizzazione di nuove banchine ed alla rimodulazione dello schema binari, questi ultimi ridotti in numero da tre a due.

## Strutture e impianti

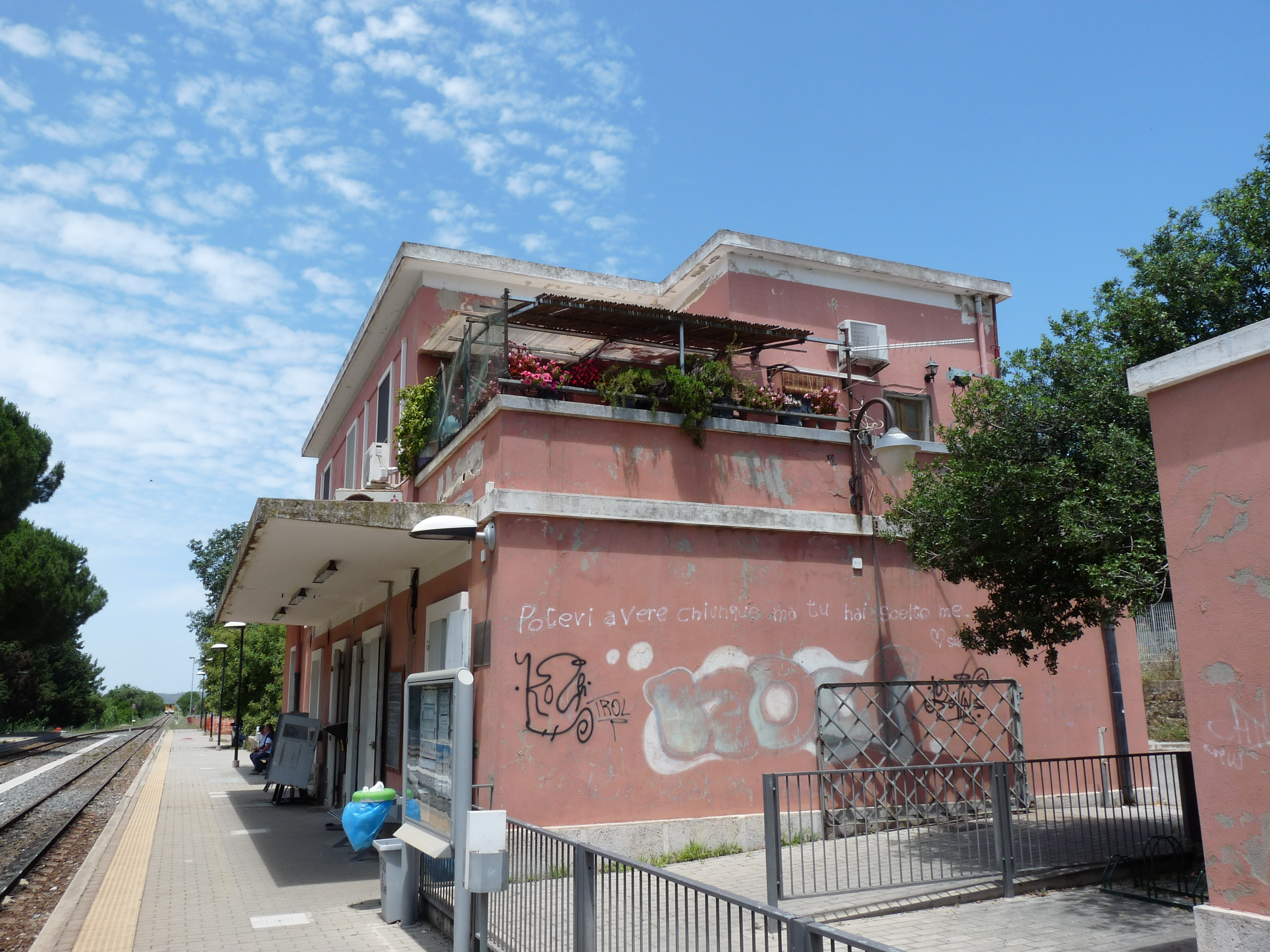
Il fabbricato viaggiatori, alterato nelle forme nel corso della sua storia

Lo scalo, posto lungo la ferrovia Cagliari-Isili (dal 2008 aperta al traffico ferroviario nel tratto da Monserrato a Isili), sorge nella periferia ovest di Dolianova.
Dal punto di vista dell'armamento la stazione è dotata complessivamente di due binari a scartamento da 950 mm. Il primo di essi è il binario di corsa, in uso assieme al secondo (passante) per il servizio viaggiatori e per gli incroci tra convogli; entrambi sono serviti da due banchine lunghe circa cento metri, poste in posizione periferica rispetto al sedime.
Sino al 2010 l'impianto presentava tre binari per il servizio viaggiatori(il primo di corsa e due passanti), mentre in precedenza ulteriori binari erano in uso nell'area del dismesso scalo merci (comprendente un piano caricatore e un magazzino) e per servire la piattaforma girevole dello scalo, anch'essa isolata dalla linea.
Adiacente al magazzino merci è posto il fabbricato viaggiatori, che originariamente era della classica tipologia a due piani delle stazioni SFSS, ma nel corso degli anni fu modificato nel tetto, trasformato dal tipo a falde a piano, con in più l'aggiunta di un corpo laterale con sviluppo sul solo piano terra sul lato opposto di quello del magazzino merci. La struttura presenta una pianta rettangolare e quattro accessi sui lati maggiori; nella stazione è presente inoltre un ulteriore fabbricato, ospitante le ritirate.

## Movimento

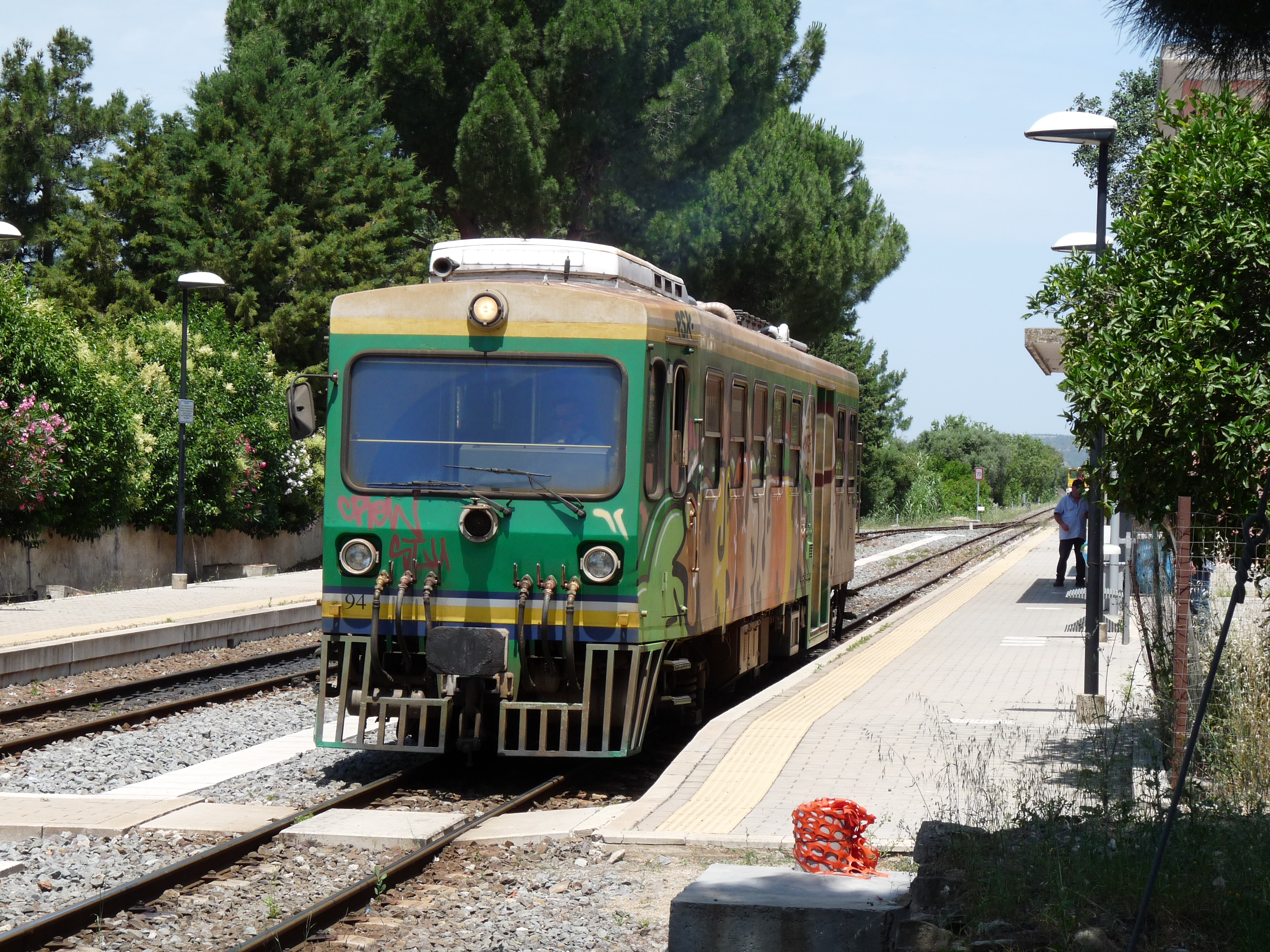
Automotrice ADe serie 90 dell'ARST in sosta nella stazione

Con riferimento all'orario del primo semestre 2017 la stazione è collegata dai treni dell'ARST dal lunedì al sabato con relazioni aventi destinazione Mandas e Isili a nord e con Monserrato a sud, in quest'ultimo caso con gli scali di San Gottardo e Monserrato vengono inoltre effettuate delle relazioni aventi come capolinea la stazione dolianovese. Complessivamente lo scalo è raggiunto da 17 corse provenienti da Monserrato e da 19 che dallo scalo raggiungono l'hinterland cagliaritano nei giorni feriali, mentre nei festivi non è espletato il servizio di trasporto pubblico su rotaia lungo la ferrovia.

## Servizi
L'impianto è dotato di una sala d'attesa, posta nel fabbricato viaggiatori, e di servizi igienici. Inoltre è presente una biglietteria automatica.
- Biglietteria automatica
- Sala d'attesa
- Servizi igienici

## Interscambi
Nei pressi della stazione è ubicata una fermata delle autolinee dell'ARST, che oltre a espletare le relazioni con i centri raggiunti dalla ferrovia nei giorni festivi permettono il collegamento con alcuni comuni limitrofi e con Cagliari.
- Fermata autobus